# École nationale supérieure de mécanique et des microtechniques
Fundada em 1902, a École nationale supérieure de mécanique et des microtechniques (Supmicrotech, ENS2M ou ENSMM) é uma escola de engenharia, instituição de ensino superior público localizada na cidade do Besançon, França.
A École nationale supérieure de mécanique et des microtechniques está entre as mais prestigiadas grandes écoles de 
Engenharia da França, assim como todas as escolas do grupo Polymeca
Campus da ENSMM situa-se no pólo universitário da Université Bourgogne - Franche-Comté.

## ENSMM Estudos: formação de engenheiro, mestres e doutores
A ENSMM diploma engenheiros em relojoaria e microtecnologia ao final de três anos de estudo.
Para ser adtimido em uma grande école o aluno deve ser aprovado em um vestibular 
após ter cursado dois anos de Classe Préparatoire.

## Laboratórios e centros de investigação
- Sistemas automáticos e micro-mecatrônicos
- Time-frequência
- Mecânica aplicada
- Micro-nanociências e sistemas